# 神明渴求著遊戲。
《神明渴求著遊戲。》（簡稱“神明渴求”）是日本輕小說作家細音啓所撰寫的輕小說，小說插畫由負責繪製。日文版小說由KADOKAWA旗下的MF文庫J出版。本作第1卷在2021年1月25日發售後，於2月15日決定再版第1卷。本作獲得《這本輕小說真厲害！2022》文庫類別第15位。

## 登場角色

### 主要角色
斐伊·提歐·菲爾斯（聲：島崎信長）
本作男主。參加“眾神遊戲”的總戰績至今仍未有一敗，被大家讚譽爲“近年最強的新人”的使徒。非常喜歡遊戲且遊戲技術高超，幾乎不使用賦予使徒的特殊能力——神咒（Arise）。
莉奧蕾茜（聲：鬼頭明里）
本作女主。一位一不小心就在冰裏沉睡3000年，喜歡遊戲的原神明大人。愛稱蕾茜，為了重新成為神，與斐伊一起挑戰“諸神的遊戲”。一樣也是個遊戲愛好者。
帕兒·戴蒙（聲：立花日菜）
與斐伊同期被選為使徒，當時作為一名優秀的傳送者備受期待。因自身愚蠢的行动，导致队伍落败，而下定决心准备从“眾神游戏”中隱退的轉移能力者。後被斐伊和莉奧蕾茜拉回來參與烏洛波羅斯的遊戲，從中使自己的能力成為致勝關鍵。
奈琉·瑞克里斯（聲：中村環奈）
以身體強化的神咒為武器戰鬥的年輕王牌，不過，吃了三敗退役的原使徒。被斐伊的遊戲玩法所吸引而去拜訪他。
米兰达（聲：小清水亞美）
斐伊等人所屬的神祕法院盧因分部的事務局局長。是個非常會照顧人的女士。
達克斯·基爾·希米特（聲：伊東健人）
以必勝的態度和整潔的外表而受到人們的歡迎。將斐伊視為競爭對手，並利用一切機會與他競爭。
克莉琪·希（聲：伊藤美來）
達克斯所在的遊戲團隊中的助手，不怎麼表現出感情的少女。內心深處隱藏著熾熱的感情，有時會顯露出來。

### 其他人類角色
木葉（聲：遠野光）
キルギス
阿斯塔·卡納利（聲：櫻庭有紗）
二十歲的長髮女學生，是斐伊的三年級學姐。
奧凡（聲：松田健一郎）
阿修蘭·海羅爾（聲：山下誠一郎）
細音啟的另一部作品《為何我的世界被遺忘了？》角色。
莎琪·米斯柯提（聲：鈴代紗弓）
細音啟的另一部作品《為何我的世界被遺忘了？》角色。
カミィラ
巴勒伽（聲：間宮康弘）

### 神明一方
烏洛波羅斯（聲：富田美憂）
自稱「不敗」的少女，實則無限神。
巨神泰坦（聲：龜山雄慈）

瑪雅托瑪二世（聲：速水獎）

格雷莫瓦（聲：齋藤千和）
多相神兼賭神。
阿努比斯（聲：久野美咲）
冥界神。

### NPC
端子精靈/埠精靈
神明遊戲的中介者，負責遊戲說明和確認部分勝負條件。
巨神泰坦戰：口癖是“でしゅ”（聲：久野美咲）
烏洛波羅斯：口癖是“ぽよ”（聲：釘宮理惠）
達克斯、克莉琪戰：（聲：関ありあ）
瑪雅托瑪二世戰：口癖是“ニョ”（聲：山口勝平）
阿努比斯戰：口癖是“ですわ”（聲：井口裕香）
貓貓魔偶（聲：福積沙耶、和泉風花、宮村蒼）
披薩布丁（聲：三木真一郎）
全名“披薩里斯·布丁克托修梅麗克魯布利利安特三世”，天使。
噗噗精靈（聲：德井青空）
斯芬克斯（聲：檜山修之）

## 概念設定
眾神
即是世界裏人類無法認知到靈性上位存在的物種，譬如精靈、天使、惡魔、龍等。根据蕾榭的說明，自己沒有性別，也沒有肉體，選擇受肉降臨人世後，始有生物意義上的性別。
神咒
是神明授予力量的現象。神明會依據自己知曉的標準，給通過選拔的人授予力量，而神明授予的這份力量則是挑戰“眾神遊戲”參賽資格。
使徒
即是具備神明授予神咒力量的人類，同時也是“眾神遊戲”參賽者的稱呼。
七條盟約
是眾神與人類挑戰“眾神遊戲”的約定，對於參加“眾神遊戲”的人類與眾神皆有約束力。
由於人類挑戰“眾神遊戲”難度很高，至今未能有人類取得10次勝利，導致人類對“眾神遊戲”的“神之榮光”獎勵不是很清楚。根據蕾榭的解釋，達成“眾神遊戲”10次勝利的人類，神明將會滿足其提出的願望，而且可提出的願望數量沒有任何限制。
以下為七條盟約的內容：
1. 被神明授予神咒的人類將成爲使徒。
2. 獲得神咒的人類將得到超人型·魔法士型之一的力量，進而得以挑戰。
3. 所有的眾神遊戲都要在靈性上位世界“眾神遊樂園”內進行。
4. 神咒的力量只能在“眾神遊樂園”內使用。
5. 但作爲獲得“眾神遊戲”勝利的獎勵，神咒之力的一部分可以在現實世界中使用。隨着勝利次數的增加，現實世界可以開放的力量也會增強。
6. 累計挑戰失敗3次，將失去“眾神遊戲”挑戰權。
7. 取得10次“眾神遊戲”勝利之後，將達成完全攻略。

完全攻略：取得10次“眾神遊戲”勝利之後，將被賜予“神之榮光”。
神祕法院
神祕法院是本作中管理以及支援使徒參加“眾神遊戲”的機構。在神祕法院控制下的世界上各人類都市，均設有支部。它有兩個重要職責，一是向全世界的人類宣傳“眾神遊戲”，吸引更多擁有神咒能力的人類參加“眾神遊戲”，以期能達成“眾神遊戲”的完全攻略，二是支使徒援攻略“眾神遊戲”，以便運用“眾神遊戲”賦予的力量，抵禦優勢物種對人類都市的衝擊，保證人類生存，並探索未知祕境，以期擴展神祕法院在世界上可控制的區域。

## 出版書籍

### 輕小說
| 卷数 | KADOKAWA       | KADOKAWA               | 青文出版社     | 青文出版社            |
| 卷数 | 發售日期       | ISBN                   | 發售日期       | ISBN                  |
| ---- | -------------- | ---------------------- | -------------- | --------------------- |
| 1    | 2021年1月25日  | ISBN 978-4-04-680165-4 | 2022年11月16日 | ISBN 978-626-340465-6 |
| 2    | 2021年5月25日  | ISBN 978-4-04-680396-2 | 2023年7月17日  | ISBN 978-626-362156-5 |
| 3    | 2021年8月25日  | ISBN 978-4-04-680700-7 | 2023年9月28日  | ISBN 978-626-362540-2 |
| 4    | 2022年1月25日  | ISBN 978-4-04-681098-4 | 2024年3月4日   | ISBN 978-626-383010-3 |
| 5    | 2022年8月25日  | ISBN 978-4-04-681584-2 | 2024年8月5日   | ISBN 978-626-399220-7 |
| 6    | 2023年1月25日  | ISBN 978-4-04-682111-9 | 2025年1月16日  | ISBN 978-626-422010-1 |
| 7    | 2023年7月25日  | ISBN 978-4-04-682664-0 |                |                       |
| 8    | 2024年5月24日  | ISBN 978-4-04-683237-5 |                |                       |
| 9    | 2024年11月25日 | ISBN 978-4-04-683916-9 |                |                       |

### 漫畫
2021年1月25日，MF文庫J官方發布了由聲優雨宮天配音的作品介紹PV，提及本作漫畫化企劃正在進行中。本作改編漫畫於8月27日發售的《月刊Comic Alive》2021年10月號上正式開始連載，負責作畫。
| 卷數 | KADOKAWA      | KADOKAWA               |
| 卷數 | 發售日期      | ISBN                   |
| ---- | ------------- | ---------------------- |
| 1    | 2022年3月23日 | ISBN 978-4-04-681226-1 |
| 2    | 2023年4月21日 | ISBN 978-4-04-682454-7 |
| 3    | 2024年4月23日 | ISBN 978-4-04-683567-3 |
| 4    | 2024年5月23日 | ISBN 978-4-04-683637-3 |
| 5    | 2025年3月22日 | ISBN 978-4-04-684479-8 |

## 電視動畫
2022年1月21日，宣佈正在進行動畫化企劃，於2024年4月至6月播出。

### 主題曲
片頭曲NewGame
主唱：AliA，作詞：TKT，作曲：EREN
片尾曲I'm GAME!
主唱：立花日菜，作詞：烏屋茶房，作曲、編曲：emon（Tes.）

### 各話列表
| 話數      | 標題                         | 分鏡     | 演出                           | 作畫監督                                                                                                | 首播日期      |
| --------- | ---------------------------- | -------- | ------------------------------ | --- | ------------- |
| Player.01 | 神明渴求著遊戲               | 白石達也 | 田中貴大、 白石達也            | 小林亮                                                                                                  | 2024年 4月1日 |
| Player.02 | 神抓人                       | 關野關十 | 關野關十                       | 小林亮、渡邊浩二、齊藤格、福島豐明、吉田肇、若山政志、 野口智也                                         | 4月8日        |
| Player.03 | 我叫帕兒·戴蒙                | 白石達也 | 吉田俊司                       | 野口智也、橋本穗高、松本綠                                                                              | 4月15日       |
| Player.04 | 烏洛波羅斯                   | 白石達也 | 木村佳嗣                       | 小林亮、木下裕孝、福島豐明、志賀道憲、渡邊浩二                                                          | 4月22日       |
| Player.05 | 世界遊戲巡迴                 | 關野關十 | 吉村朝陽                       | 松本綠、吉田肇、若山政志、緒方厚                                                                        | 4月29日       |
| Player.06 | 頭腦競技場                   | 玉造玉藏 | 有富興二                       | 小林亮、野口智也、森田實、緒方厚、宮田奈保美                                                            | 5月6日        |
| Player.07 | 爭奪太陽接力賽               | 關野關十 | 關野關十                       | 小林亮、渡邊浩二、橋本穗高、木下裕孝、松本綠、森田實、 吉田肇                                           | 5月13日       |
| Player.08 | 太陽去哪裡了？               | 原田白乃 | 吉田俊司                       | 木下裕孝、志賀道憲、森悅史、後藤孝宏、森田實                                                            | 5月20日       |
| Player.09 | 賭神                         | 白石達也 | 白石達也                       | 小林亮                                                                                                  | 5月27日       |
| Player.10 | 神明施展的三個千術           | 小寺勝之 | 吳唯男、 白石達也、 長岡義孝   | 飯塚葉子、小林亮                                                                                        | 6月3日        |
| Player.11 | 不歸的「迷宮」盧歇梅爾       | 半田大貴 | 長岡義孝                       | 宮田奈保美、木下裕孝、大原大、森悅史、志賀道憲、後藤孝宏、 吉田肇                                       | 6月10日       |
| Player.12 | 死亡與重生的「冥宮」盧歇梅爾 | 小寺勝之 | 有富興二                       | 小林亮、野口智也、木下裕孝、森田實、渡邊浩二                                                            | 6月17日       |
| Player.13 | 優秀的遊戲 精彩的對局        | 關野關十 | 關野關十、 吉田俊司、 白石達也 | 小林亮、白石達也、野口智也、渡邊浩二、橋本穗高、志賀道憲、 大原大、森田實、森悅史、後藤孝宏、光之園動畫 | 6月24日       |

### 播映平台
| 播映地區         | 播映平台       | 播映日期              | 播映時間              | 備註   |
| ---------------- | -------------- | --------------------- | --------------------- | ------ |
| 中國大陸         | 哔哩哔哩       | 2024年4月1日－6月24日 | 星期一 20:30（UTC+8） | [ 18 ] |
| 香港、澳門、台灣 | bilibili       | 2024年4月1日－6月24日 | 星期一 20:30（UTC+8） | [ 19 ] |
| 台灣             | 巴哈姆特動畫瘋 | 2024年4月1日－6月24日 | 星期一 20:30（UTC+8） |        |
| 台灣             | KKTV           | 2024年4月1日－6月24日 | 星期一 20:30（UTC+8） |        |

### BD＆DVD
| 卷數 | 發行日期      | 收錄話數      | 規格編號  | 規格編號   |
| 卷數 | 發行日期      | 收錄話數      | BD        | DVD        |
| ---- | ------------- | ------------- | --------- | ---------- |
| 上   | 2024年7月24日 | 第1話－第6話  | KAXA-8831 | KABA-11551 |
| 下   | 2024年8月28日 | 第7話－第13話 | KAXA-8832 | KABA-11552 |

## 外部連結
- 《神明渴求著遊戲。》小說特設官方網站（日語）
- 《神明渴求着遊戲。》的X（前Twitter）（日語）
- 《神明渴求著遊戲。》電視動畫官方網站（日語）